# French Broad
Pour les articles homonymes, voir French et Broad.
La French Broad (anglais : French Broad River) est une rivière des États-Unis, affluent de la rivière Tennessee et qui fait partie du bassin versant du fleuve Mississippi, par l'Ohio.

## Origine du nom
L'adjectif French a été rajouté pour différencier les deux rivières Broad de l'ouest de la Caroline du Nord. La French Broad est la rivière Broad qui coulait en territoire français (Nouvelle-France), tandis que la rivière English Broad (aujourd'hui Broad) est la rivière qui coulait dans les colonies anglaises.

## Parcours
La rivière prend sa source dans les Appalaches, dans le comté de Transylvania à l'ouest de la Caroline du Nord. Elle se dirige d'abord vers le nord-ouest à travers les comtés de Transylvania, Henderson et Buncombe. Elle traverse alors la ville de Asheville où se trouve son confluent avec la rivière Swannanoa (en). La rivière se dirige ensuite vers le nord et le nord-est à travers le comté de Madison puis le comté de Cocke dans le Tennessee où se trouvent les confluents avec les rivières Pigeon et Nolichucky. Le barrage Douglas (en) vient ensuite barrer la rivière et former le lac Douglas. Dans le comté de Sevier la rivière Little Pigeon (en) vient se jeter dans la rivière French Broad. Finalement la rivière donne naissance à la rivière Tennessee au confluent avec la rivière Holston.